# Giovanni Lanaro
Giovanni Alessandro Lanaro Mercado (né le 27 septembre 1981 à Los Angeles, mais originaire de Sinaloa de Leyva) est un athlète mexicain, spécialiste du saut à la perche.

## Biographie
Sa meilleure performance 2008 est de 5,80 m réalisés à Modesto le 10 mai, mais son record est de 5,82 m en 2007.

### Palmarès
| Date | Compétition                                      | Lieu           | Résultat | Performance |
| ---- | ------------------------------------------------ | -------------- | -------- | ----------- |
| 2003 | Championnats d'Amérique centrale et des Caraïbes | Grenade        | 1er      | 5,30 m      |
| 2004 | Championnats ibéro-américains                    | Huelva         | 2e       | 5,35 m      |
| 2006 | Championnats du monde en salle                   | Moscou         | 4e       | 5,50 m      |
| 2007 | Jeux panaméricains                               | Rio de Janeiro | 2e       | 5,30 m      |
| 2010 | Jeux d'Amérique centrale et des Caraïbes         | Mayagüez       | 1er      | 5,60 m      |
| 2011 | Jeux panaméricains                               | Guadalajara    | 3e       | 5,50 m      |

### Records
| Épreuve          | Épreuve      | Performance | Lieu                | Date                            |
| ---------------- | ------------ | ----------- | ------------------- | ------------------------------- |
| Saut à la perche | En plein air | 5,82 m      | Walnut              | 14 avril 2007                   |
| Saut à la perche | En salle     | 5,71 m      | Flagstaff Stockholm | 18 février 2006 18 février 2009 |